# Pleito de los Regidores perpetuos
El pleito de los Regidores perpetuos es un hecho histórico ocurrido en la isla de La Palma (Canarias, España), entre febrero de 1768 y diciembre de 1771, por el cual el gobierno municipal de su capital, Santa Cruz de La Palma, fue el primer ayuntamiento democrático de España en ser elegido por sufragio popular (1773) frente al sistema oligárquico de los regidores perpetuos que habían gobernado hasta ese momento.

## Historia
El origen del pleito fue el real auto promulgado en 1766 por el rey Carlos III de España, por el cual los vecinos de los ayuntamientos que superasen los dos mil vecinos podían desempeñar temporalmente dos cargos, conocidos por Diputado del Común y Síndico Personero del Común. Estos cargos, sin derecho a voto, tenían como función la defensa de los vecinos y la vigilancia de la buena administración. 
La causa fue promovida por el comerciante de origen irlandés Dionisio O´Daly, elegido síndico personero en 1767 y revocado por el Consejo Capitular de los citados regidores al ser extranjero de nacimiento, y por el abogado de la misma isla, Anselmo Pérez de Brito, que llevó adelante el proceso, al presentarlo en el Consejo de Castilla (1768) donde acusaban a los regidores de malversación de caudales públicos y otros desmanes. El 3 de diciembre de 1771, el Real Consejo acordó que se "aboliera el gobierno de los Regidores perpetuos, destituyéndolos, y disponiendo que en lo sucesivo fuera elegidos con carácter bienal, por sufragio".
Fue el 2 de enero de 1773 cuando los regidores cesaron de sus cargos. "El día anterior, se reunieron los vecinos para designar los 24 electores que habían de elegir a los regidores bienales" (un propietario, un administrador de Aduanas, un médico, un abogado y un comerciante para Síndico Personero). "Los depuestos regidores vitalicios y sus descendientes siguieron luchando por el apego de sus anteriores cargos pero ninguno pudo volver a obtener título alguno de regidor perpetuo"
Sobre el término central por el que es conocido popularmente este hecho histórico, Primer ayuntamiento democrático de España, el profesor de la ULL, Adolfo Arbelo García, aclara que ese término democrático era inexistente en el siglo XVIII, por lo que sería incorrecto hablar de primer gobierno municipal democrático de España, sino que se trata de un proceso de elección "único y singular" que, sin embargo, no tiene nada que ver con lo que conocemos por democracia a día de hoy. Añade que esos cargos siguieron en manos de familiares descendientes de los regidores perpetuos, lo que mantenía el poder en una misma élite antidemocrática. La particularidad de La Palma fue que los regidores perpetuos desaparecieron, siendo bienales todos los cargos electivos, mientras que en la Península no, al coexistir el nuevo sistema de los diputados del personero y las regidurías por elección bienal con el anterior de los regidores perpetuos.